# 유럽 청소년 야구 선수권 대회 (15세 이하)
유럽 청소년 야구 선수권 대회 (16세 이하)(CEB European Youth Baseball Championship)는 16세 이하의 선수들로 구성된 선수들이 출전하는 국제 야구 대회이다. 2008년 대회에 상위 3팀은 2009년 세계 청소년 야구 선수권 대회 (16세 이하)에 출전할 자격을 얻었다.
2012년 이후 세계 대회가 16세 이하에서 15세 이하 야구 월드컵으로 바뀌면서 유럽대회 역시 15세 이하 대회(CEB U15 Baseball Championship)로 변경되었다.

## 역대 대회 결과
| 연도                                     | 결승전 개최                              | 결승                                     | 결승                                     | 결승                                     | 3위                                      | 4위                                      |
| 연도                                     | 결승전 개최                              | 우승                                     | 점수                                     | 준우승                                   | 3위                                      | 4위                                      |
| 유럽 청소년 야구 선수권 대회 (16세 이하) | 유럽 청소년 야구 선수권 대회 (16세 이하) | 유럽 청소년 야구 선수권 대회 (16세 이하) | 유럽 청소년 야구 선수권 대회 (16세 이하) | 유럽 청소년 야구 선수권 대회 (16세 이하) | 유럽 청소년 야구 선수권 대회 (16세 이하) | 유럽 청소년 야구 선수권 대회 (16세 이하) |
| ---------------------------------------- | ---------------------------------------- | ---------------------------------------- | ---------------------------------------- | ---------------------------------------- | ---------------------------------------- | ---------------------------------------- |
| 2006년                                   | 스페인                                   | 네덜란드                                 | 16 - 2                                   | 프랑스                                   | 체코                                     | 스페인                                   |
| 2007년                                   | 체코                                     | 체코                                     | 7 - 3                                    | 네덜란드                                 | 러시아                                   | 오스트리아                               |
| 2008년                                   | 이탈리아                                 | 네덜란드                                 | 7 - 6                                    | 러시아                                   | 체코                                     | 이탈리아                                 |
| 2009년                                   | 체코                                     | 이탈리아                                 | 9 - 2                                    | 러시아                                   | 체코                                     | 네덜란드                                 |
| 2010년                                   | 네덜란드                                 | 네덜란드                                 | 14 - 4                                   | 체코                                     | 이탈리아                                 | 불가리아                                 |
| 2011년                                   | 체코                                     | 이탈리아                                 | 9 - 8                                    | 체코                                     | 독일                                     | 네덜란드                                 |
| 15세 이하 유럽 야구 선수권 대회          |                                          |                                          |                                          |                                          |                                          |                                          |
| 2012년                                   | 체코                                     | 네덜란드                                 | 10 - 5                                   | 독일                                     | 러시아                                   | 체코                                     |
| 2013년                                   | 스웨덴                                   | 네덜란드                                 | 10 - 2                                   | 체코                                     | 독일                                     | 러시아                                   |
| 2014년                                   | 독일                                     | 네덜란드                                 | 11 - 10                                  | 체코                                     | 독일                                     | 리투아니아                               |
| 2015년                                   | 체코                                     | 독일                                     | 6 - 5                                    | 체코                                     | 우크라이나                               | 오스트리아                               |
| 2016년                                   | 프랑스                                   | 체코                                     | 10 - 9                                   | 프랑스                                   | 독일                                     | 러시아                                   |
| 2017년                                   | 오스트리아                               | 독일                                     | 4 - 2                                    | 네덜란드                                 | 체코                                     | 프랑스                                   |
| 2019년                                   | 이탈리아                                 | 독일                                     | 10 - 3                                   | 이탈리아                                 | 네덜란드                                 | 체코                                     |
| 2021년                                   | 체코                                     | 체코                                     | 4 - 4 (F/5)                              | 프랑스                                   | 네덜란드                                 | 이탈리아                                 |
| 2023년                                   | 슬로바키아                               | 네덜란드                                 | 14 - 4 (F/5)                             | 이탈리아                                 | 체코                                     | 프랑스                                   |

## 메달 집계
| 순위 | 국가       | 금메달 | 은메달 | 동메달 | 합계 |
| ---- | ---------- | ------ | ------ | ------ | ---- |
| 1    | 네덜란드   | 7      | 2      | 2      | 11   |
| 2    | 체코       | 3      | 5      | 5      | 13   |
| 3    | 독일       | 3      | 1      | 4      | 8    |
| 4    | 이탈리아   | 2      | 2      | 1      | 5    |
| 5    | 프랑스     | 0      | 3      | 0      | 3    |
| 6    | 러시아     | 0      | 2      | 2      | 4    |
| 7    | 우크라이나 | 0      | 0      | 1      | 1    |